# Hexatoma (Eriocera) townsendi
Hexatoma (Eriocera) townsendi is een tweevleugelige uit de familie steltmuggen (Limoniidae). De soort komt voor in het Neotropisch gebied.